# Гарнич-Гарницкий, Фёдор Минич
Фёдор Ми́нич Гарнич-Гарницкий (1834—1908) — российский учёный, доктор химии, заслуженный профессор Киевского университета.

## Биография
Происходил из дворян Полтавской губернии.  Его дед, Степан Матвеевич Гарнич-Гарницкий поступил на службу из дворян в Малороссийский Стародубский казачий полк рядовым 17 апреля 1764 года; в 1779 году по собственному желанию вышел в отставку со званием поручика. В 1784 году у него родился сын Мина. Полтавское дворянское собрание, рассмотрев 28 декабря 1842 году документы, признало его в «потомственном дворянском достоинстве» с соответствующей записью в дворянской книге. Фёдор Минич родился в 1834 году.
В 1852 году окончил Полтавскую гимназию, а в 1856 году, со степенью кандидата естественных наук — физико-математический факультет Харьковского университета. В 1858—1859 годах за собственный счёт уехал за границу, где занимался в лаборатории Вюрца в Париже, а также в лабораториях при Гейдельбергском и Геттингенском университетах.
По возвращении из-за границы в 1861 году был определён сверхштатным старшим учителем в 1-ю Харьковскую гимназию, с прикомандированием к Харьковскому университету для занятий в качестве помощника лаборанта при химической лаборатории. Одновременно, читал для студентов медицинского факультета физику, по найму. В 1863 году, выдержав испытания на степень магистра химии, был командирован за границу с учёной целью на два года и причислен к Министерству народного просвещения с увольнением от должности учителя.
После возвращения из командировки, защитив диссертацию pro venia legendi (на получение права преподавать), 13 октября 1865 года был допущен к чтению в Харьковском университете курса органической химии в качестве приват-доцента. После защиты диссертации «Синтез бензойной и коричной кислот» был удостоен степени магистра химии и 4 апреля 1866 года утвержден, согласно избранию, доцентом по кафедре химии. Затем, 25 апреля 1867 года, после защиты диссертации «Образование органических соединений из элементов угольной кислоты», был утверждён в степени доктора химии и 7 мая того же года избран экстраординарным профессором по кафедре химии, а 10 декабря 1868 года — и ординарным профессором по занимаемой кафедре.
В 1870 году был перемещён ординарным профессором по кафедре химии в университет Св. Владимира. Здесь читал студентам естественного отделения неорганическую химию, а в 1877/1878 учебном году — и органическую химию. С 1879 года преподавал студентам-медикам курс общей химии. Заведовал химической лабораторией и руководил практическими занятиями студентов. Кроме того, несколько раз читал публичный курс химии; 15 мая 1883 года был награждён чином действительного статского советника; 25 сентября 1885 года назначен деканом физико-математического факультета и оставался в этой должности до 1890 года. В 1890 году был удостоен звания заслуженного ординарного профессора.
Помимо отдельных работ напечатал ряд техно-химических популярных статей в разных ежедневных газетах. В 1869 году командировался в Москву на 2-й съезд естествоиспытателей и в Харьков на 4-й съезд русских сельских хозяев, в 1876 году — в Варшаву на съезд естествоиспытателей, в 1883 году — в Одессу на 7-й съезд естествоиспытателей. С 1858 года состоял членом Парижского химического общества, с 1870 года — Киевского общества естествоиспытателей, с 1871 года — Русского химического общества. Также был членом Императорского Вольного экономического общества.  Между прочим, вывел собственный сорт груши Бере, о котором положительно отзывались И. В. Мичурин и Л. П. Симиренко.
В Киеве владел особняком в псевдоготическом стиле по Пушкинской улице, 34, который в 1890 году продал купцу 1-й гильдии Тульчинскому. Не был чужд общественной деятельности. С 1875 года состоял товарищем председателя Киевского Славянского благотворительного общества, некоторое время исправлял должность председателя общества, а в 1889 году был избран его почетным членом. Во время русско-турецкой войны 1877—1878 годов организовал и возглавил в Киеве комитет для сбора пожертвований на покупку хины и снабжения этим противолихорадочным средством войск, расположенных в болотистых местностях по берегам Дуная. С одним из транспортов хинной настойки лично отправился в Болгарию, где удостоился быть принятым в Императорской главной квартире в Горном Студне. За эту поезду был удостоен редкой для гражданского лица награды — ордена св. Владимира 3-й степени с мечами.
В 1891 году, по окончании 30-летия преподавательской службы, оставил университет и перешёл на службу в Министерство государственных имуществ, где одно время состоял членом совета министерства. В последней должности принимал участие в разного рода комиссиях по исследованию сельскохозяйственных вопросов. Дважды командировался министерством в Сибирь для ознакомления на месте с разного рода отраслями сельскохозяйственной производительности.
В 1898 году был назначен заведующим вновь учрежденной Туркестанской сельскохозяйственной опытной станцией в окрестностях Ташкента. Был почётным мировым судьёй округа Ташкентского окружного суда. В 1901 году вышел в отставку и большей частью проживал в Санкт-Петербурге.
Скончался 19 ноября (2 декабря) 1908 года во Владикавказе после непродолжительной тяжкой болезни.

## Награды
- Орден Святого Станислава 2-й ст. с императорской короной (1872)
- Орден Святой Анны 2-й ст. (1875)
- Орден Святого Владимира 3-й ст. с мечами (1879)
- Орден Святого Станислава 1-й ст. (01.01.1887)

## Семья
Был женат на Марии Михайловне Поляковой (?—1891), имел пять детей:
- Евгений (1862—1936), киевский врач и общественный деятель. В эмиграции в Югославии.
- Павел (1863—?)
- Фёдор (1867—14.05.1916), председатель первого русского «Геркулес-клуба»[5], директор Императорской Карточной фабрики в Петербурге.
- Владимир (1871—1920), окончил Елисаветградское кавалерийское училище (1895), с 1899 года служил в пограничной страже, сперва в Аму-Дарьинской, а затем в Закаспийской бригаде, штабс-ротмистр[6]. С 1912 года — чиновник особых поручений VII класса при Переселенческом управлении ГУЗиЗ[7], в Первую мировую войну — полковник 434-го пехотного Череповецкого полка. Расстрелян Одесской ЧК в апреле 1920 года по обвинению в «контрреволюции»[8].
- Зинаида (1876—1895)[9]